# Mai più sola
Mai più sola è un brano musicale scritto da Claudio Mattone ed interpretato dal gruppo vocale dei Neri per Caso.
Con questo brano, il gruppo partecipa per la seconda volta consecutiva al Festival di Sanremo, classificandosi al quinto posto.
Il singolo è stato poi inserito nell'album Strumenti, pubblicato all'indomani del Festival.